# 滏阳公园
滏阳公园位于河北邯郸市滏河大街南段，滏阳河从公园中间流过，故名滏阳公园，是一座以山水和绿地为特色的大型休闲、娱乐场所。

## 规模和布局
滏阳公园始建于1992年，现占地面积为360亩，其中湖泊面积达70余亩，绿化面积在百分之90以上。园中共有八个游览区，还配置了20多处具有本地特色的园林景点。园内种植了大面积的常青植物和名贵花草、灌木，并建有人文建筑亭台楼阁，形成山水相映的景色。
公园大门在滏西大街上，称为西大门，进入公园后是一片开阔的广场，东面是人工修建的假山群。公园中心地带是建闸截水形成的一片湖泊，称为滏阳湖，在滏阳湖东北部设立假山，取名东山，山顶有座楼阁，名「滏水阁」。在滏阳湖北部是滏阳河通航码头，在这里可以乘坐游船欣赏滏阳湖两岸景观。园东南部设有游乐场、娱乐天地等儿童娱乐场所，仿古小火车为市民游玩提供便利。公园南部区域建有邯郸市海洋馆馆内饲养多种海生生物供游人观赏，特别是冰雪世界冰雕馆，是邯郸市主城区唯一一座冰雕艺术馆，该馆冰雕以来自东北松花江自然结冰的冰块为料，冰雕的造型是由来自哈尔滨冰雕艺术家打造，馆内分为动物区、合影区、自然风光区、人物区、滑道游玩区和赏玩童乐区等。

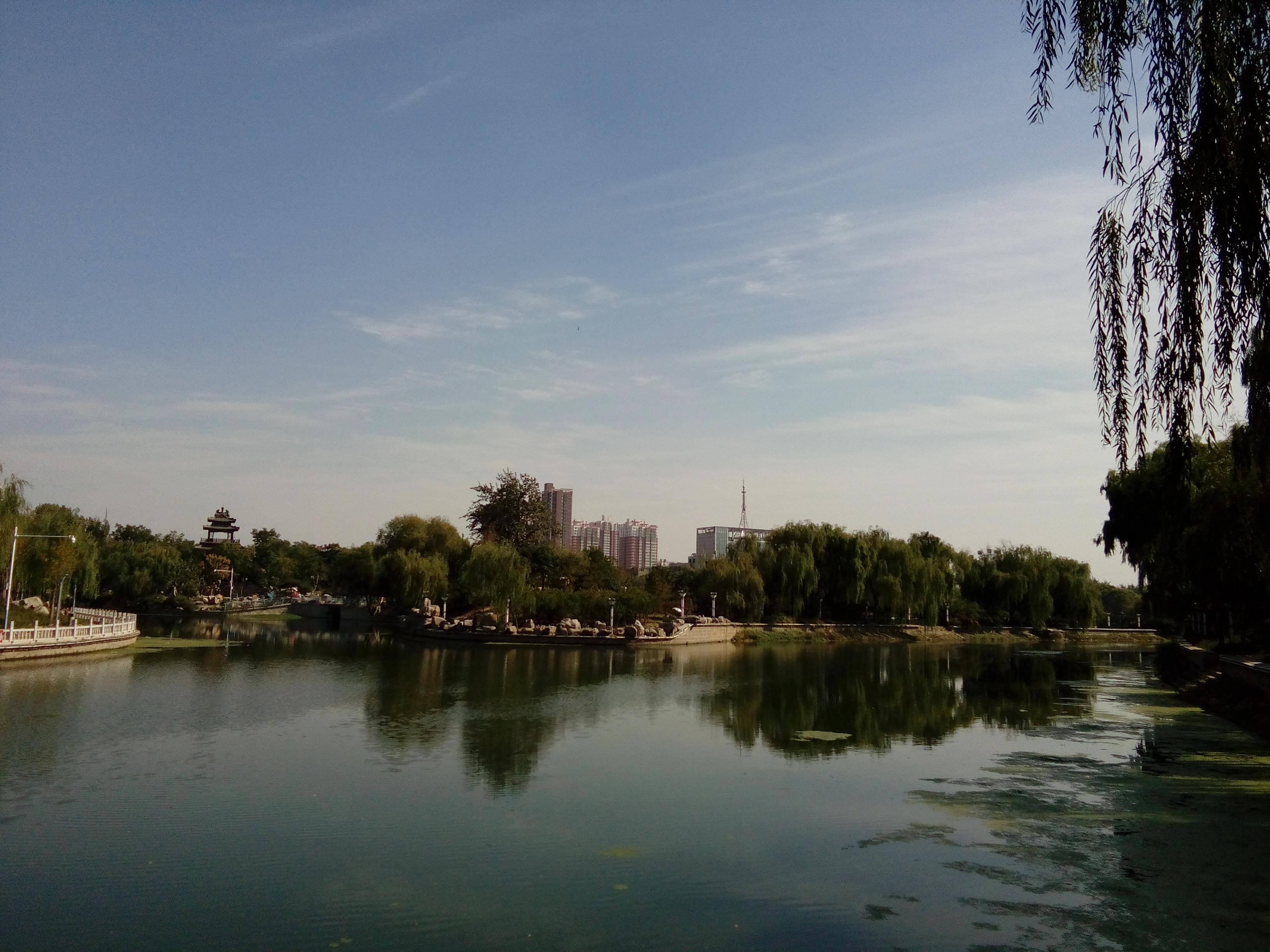
滏阳公园十月景观
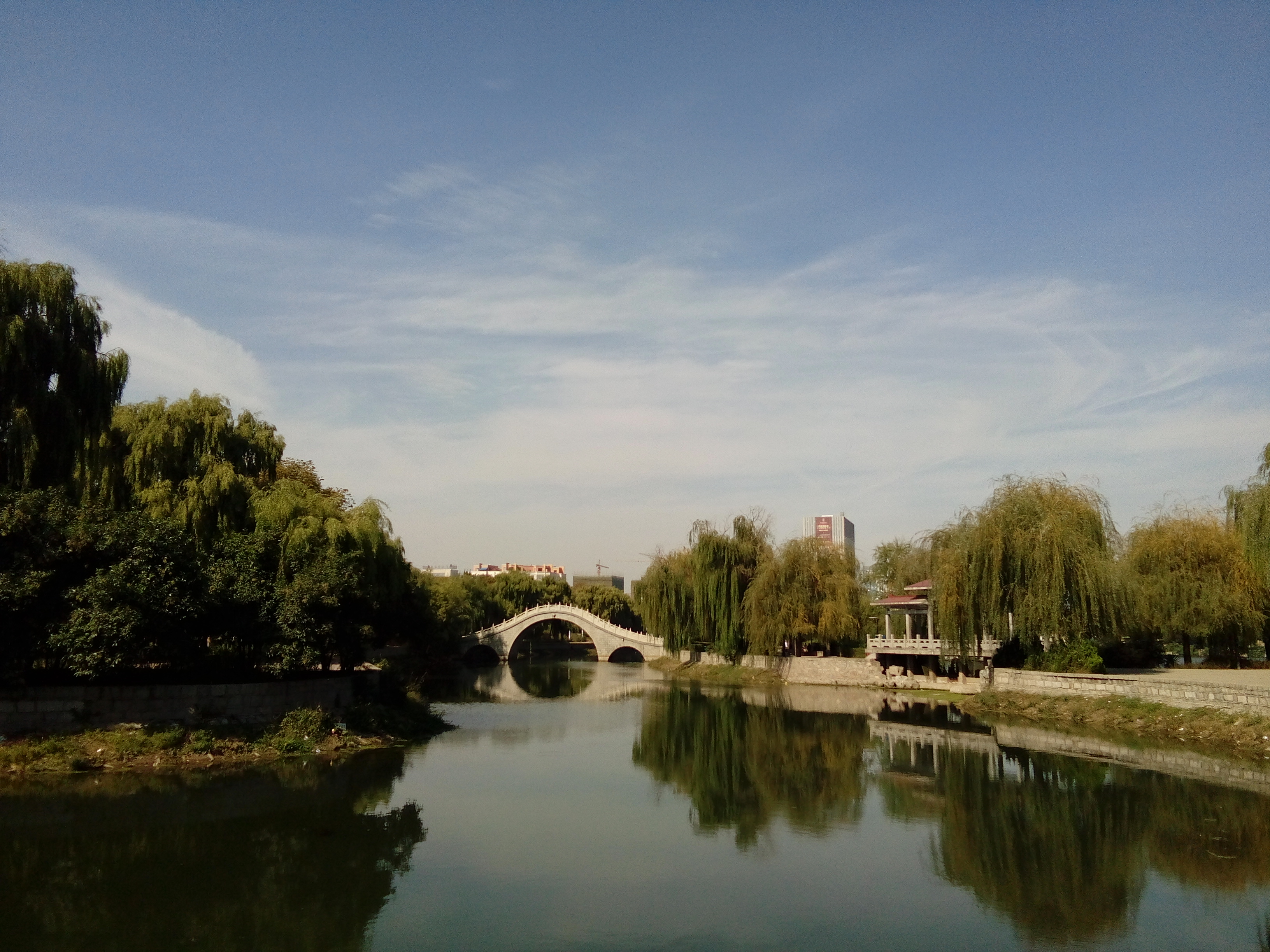
滏阳公园十月景观
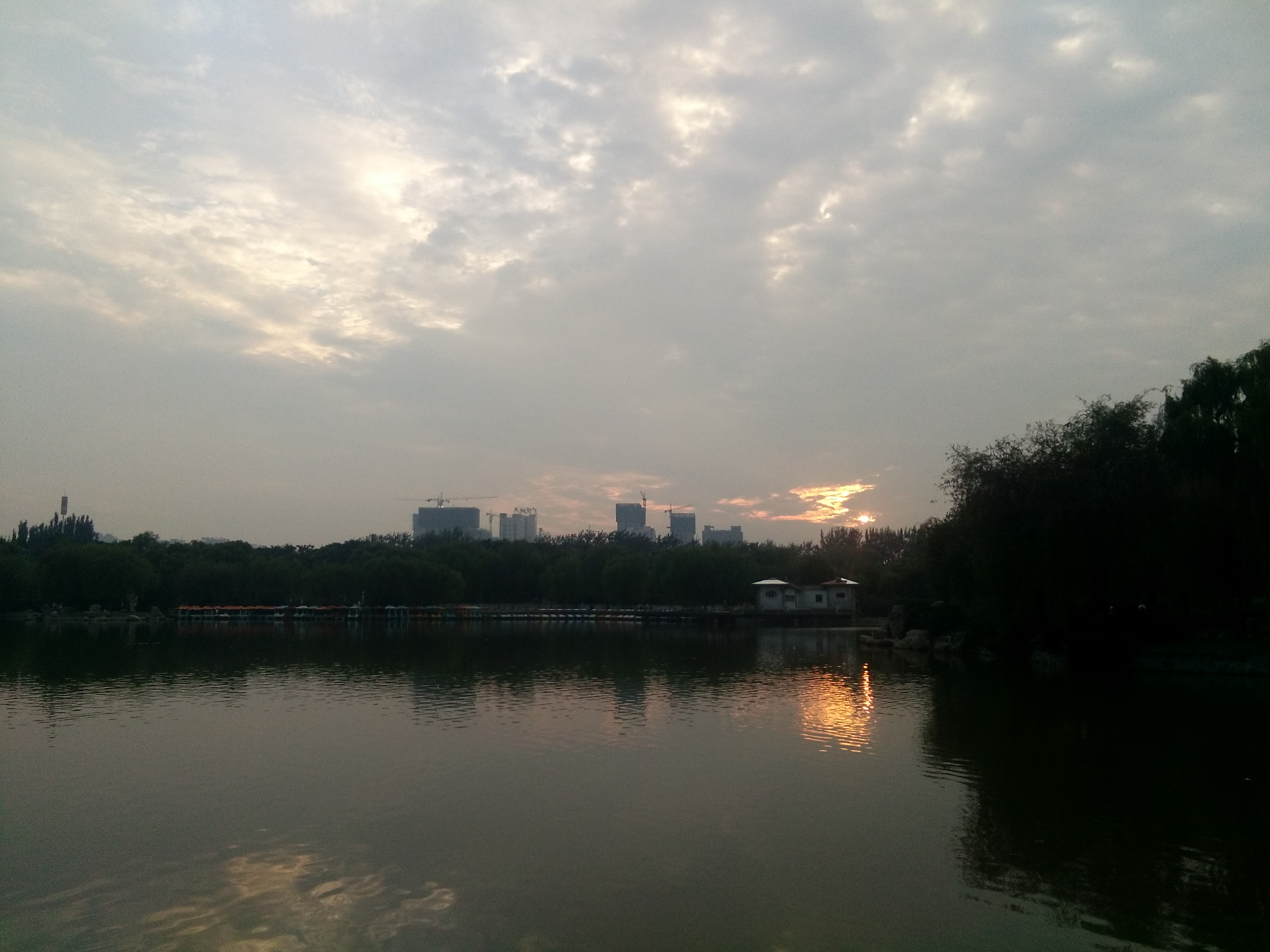
夕阳下景观
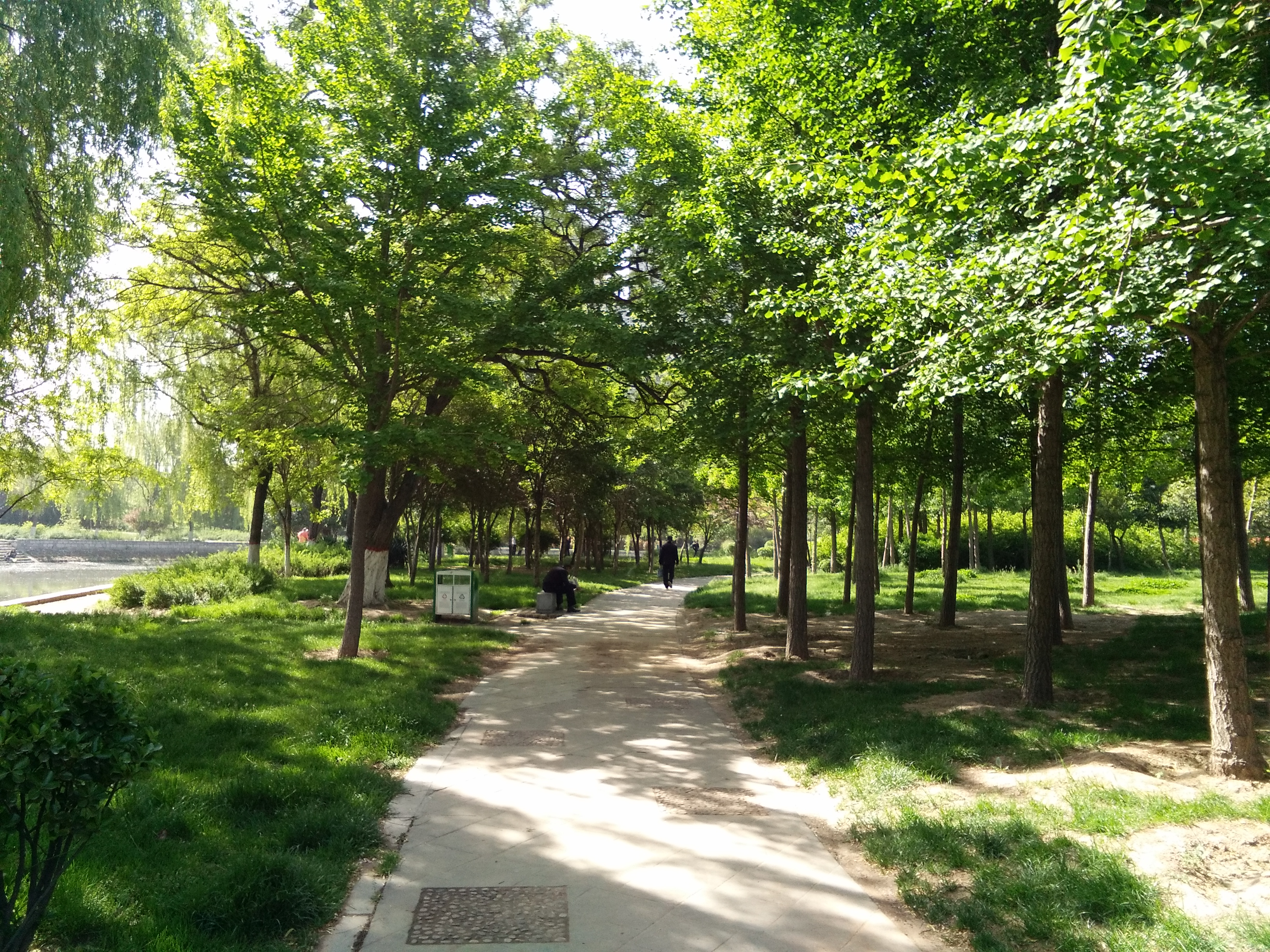
滏阳公园小路

## 发展
近年来邯郸市大力加强城乡绿化工作建设生态文明城市工作，也注重了对滏阳公园的管理和建设。2005年，公园拆除了靠近滏河大街及其周围的的一千多米围墙，免费向市民开放，游客量由之前的日均300人，猛增到3000人左右。特别是滏阳河通航工程，为市民增加了乘坐游船欣赏古城的风景。
滏阳公园不管是在高温的夏天还是寒冷的冬天，都能看到成群的人们，在这里健身、休闲、运动、唱戏。

## 逸闻
2011年，邯郸市一位市民从滏阳公园河中捕捉到一条产自北美地区的鳄雀鳝。该鱼是北美雀鳝鱼中最大的一种，同时也是世界上凶猛淡水鱼之一，可能有人从外地买到家中饲养，后到园内放生。

## 污染
2014年，有市民发现在园内的滏阳河河道边有一条暗渠，从暗渠里排出了滚滚污水，市民呼吁有关部门赶紧整治。

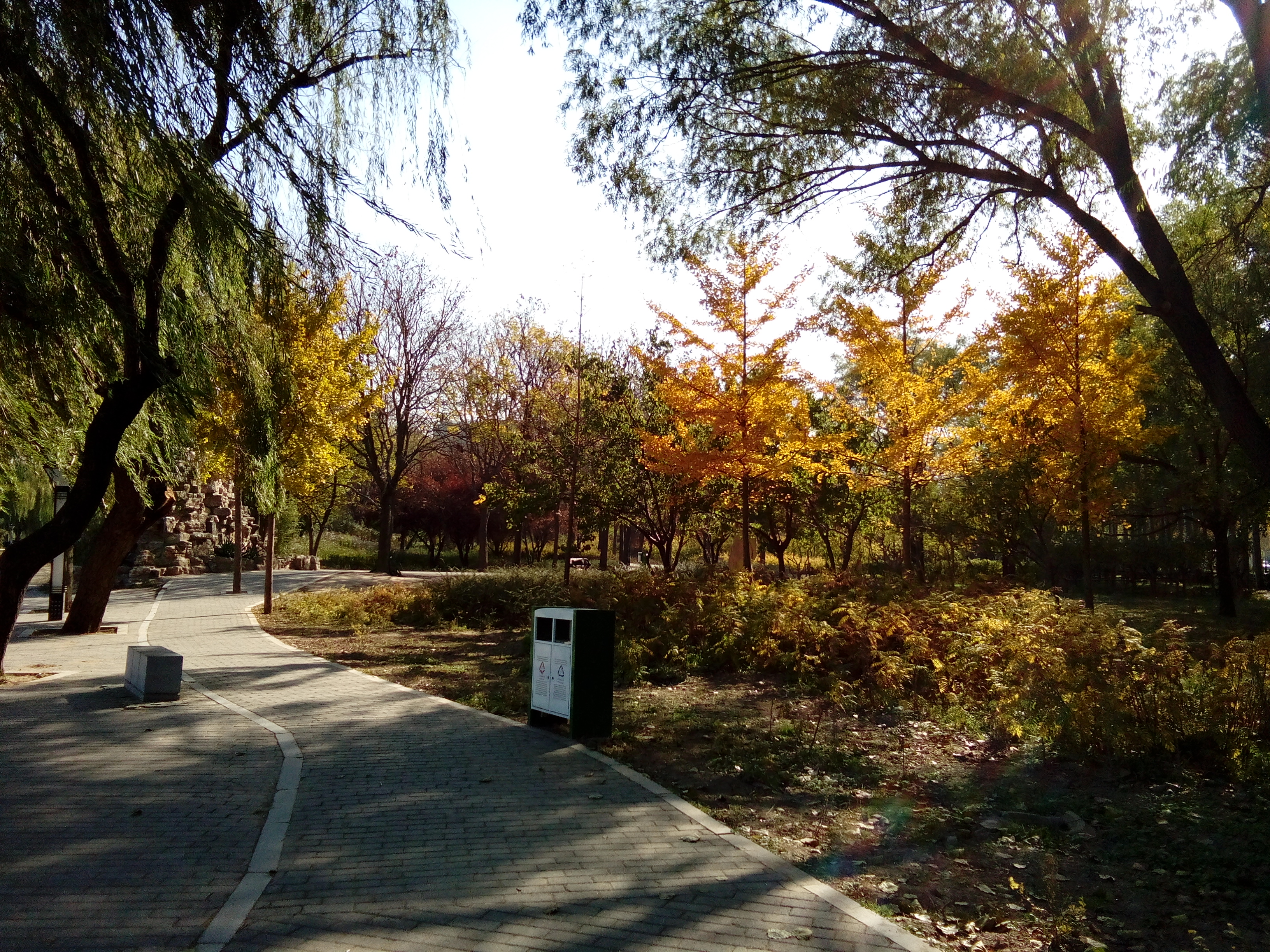
秋天时节的滏阳公园
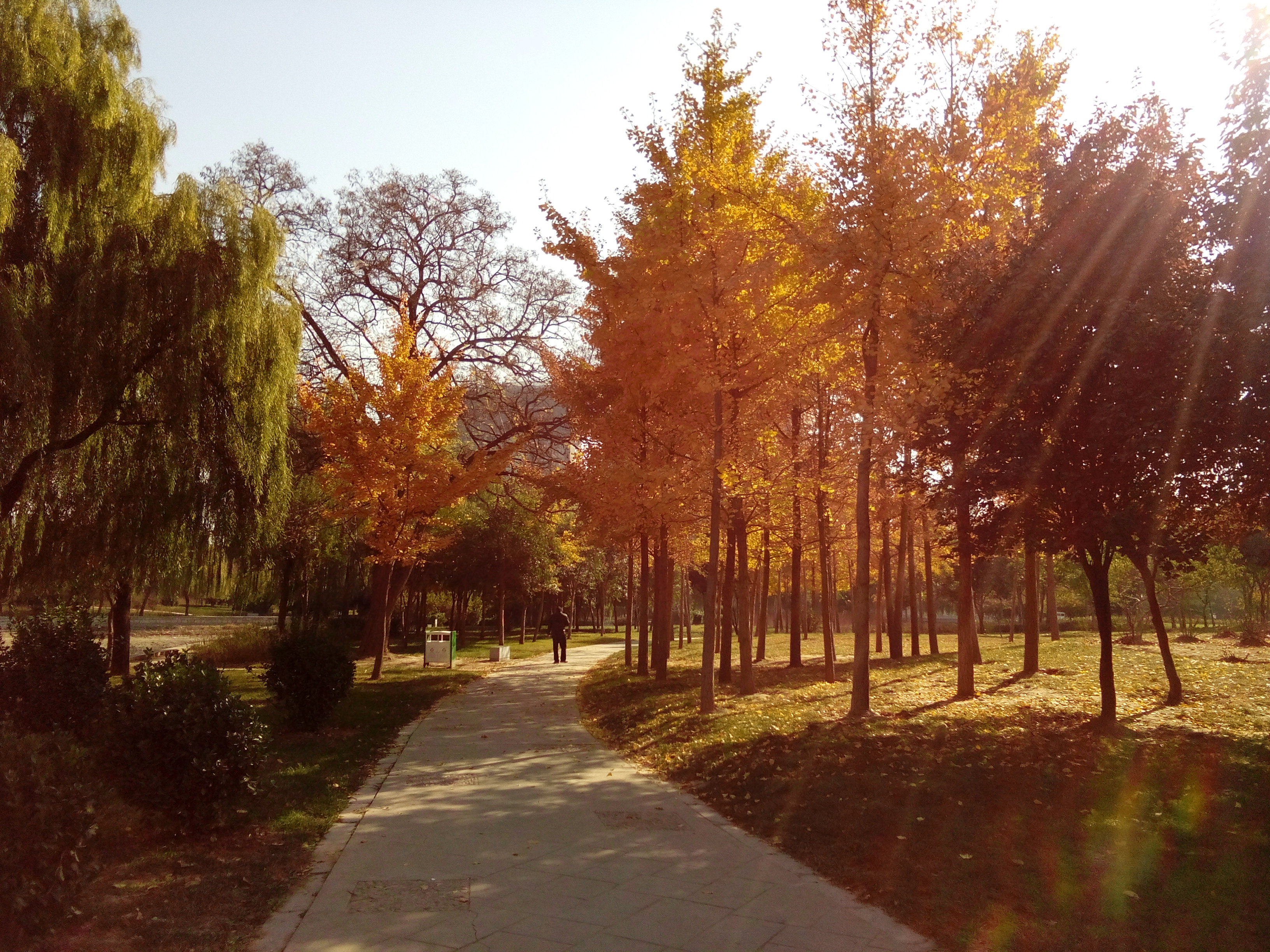
秋天的银杏树
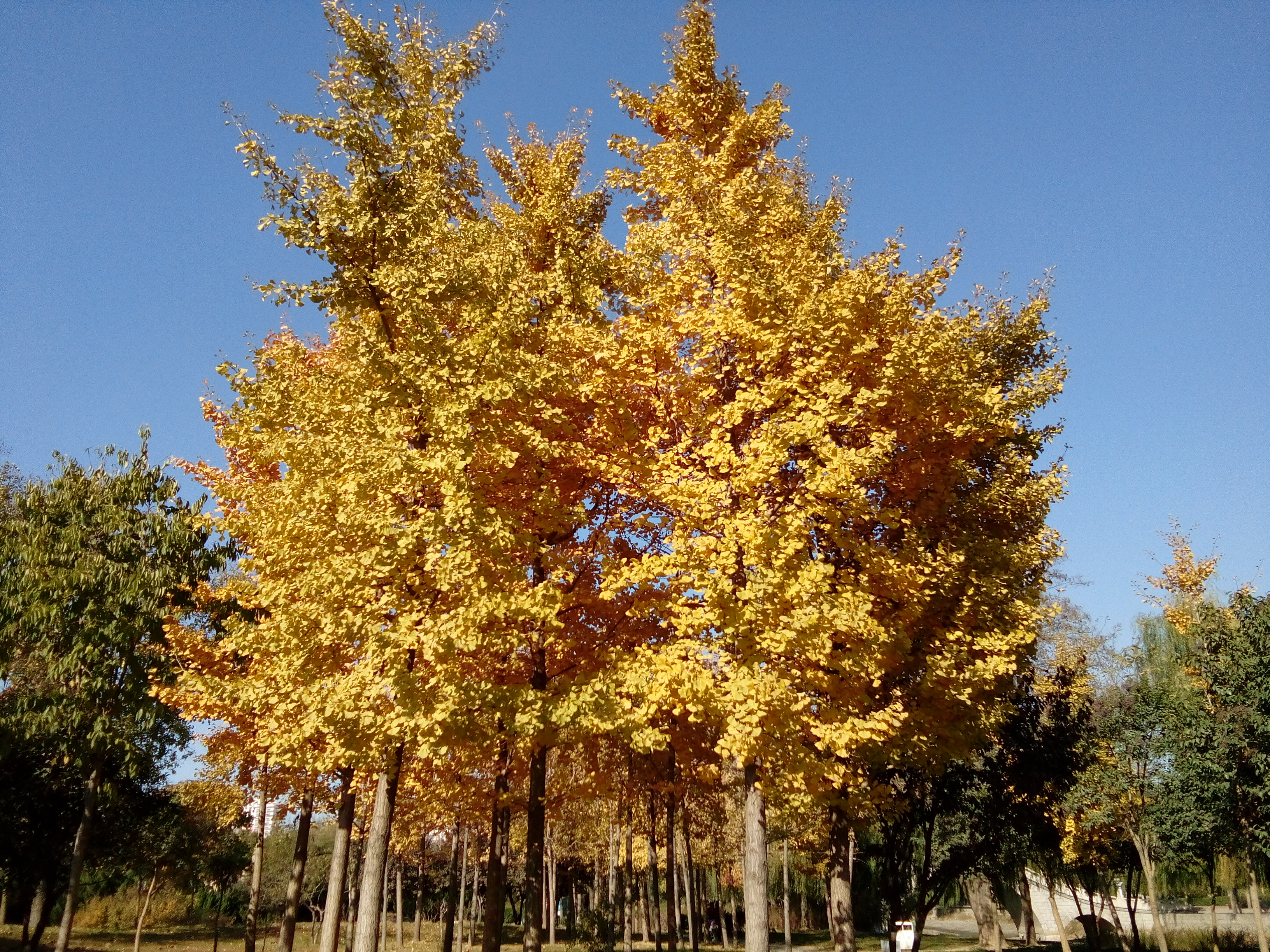
秋天的银杏树
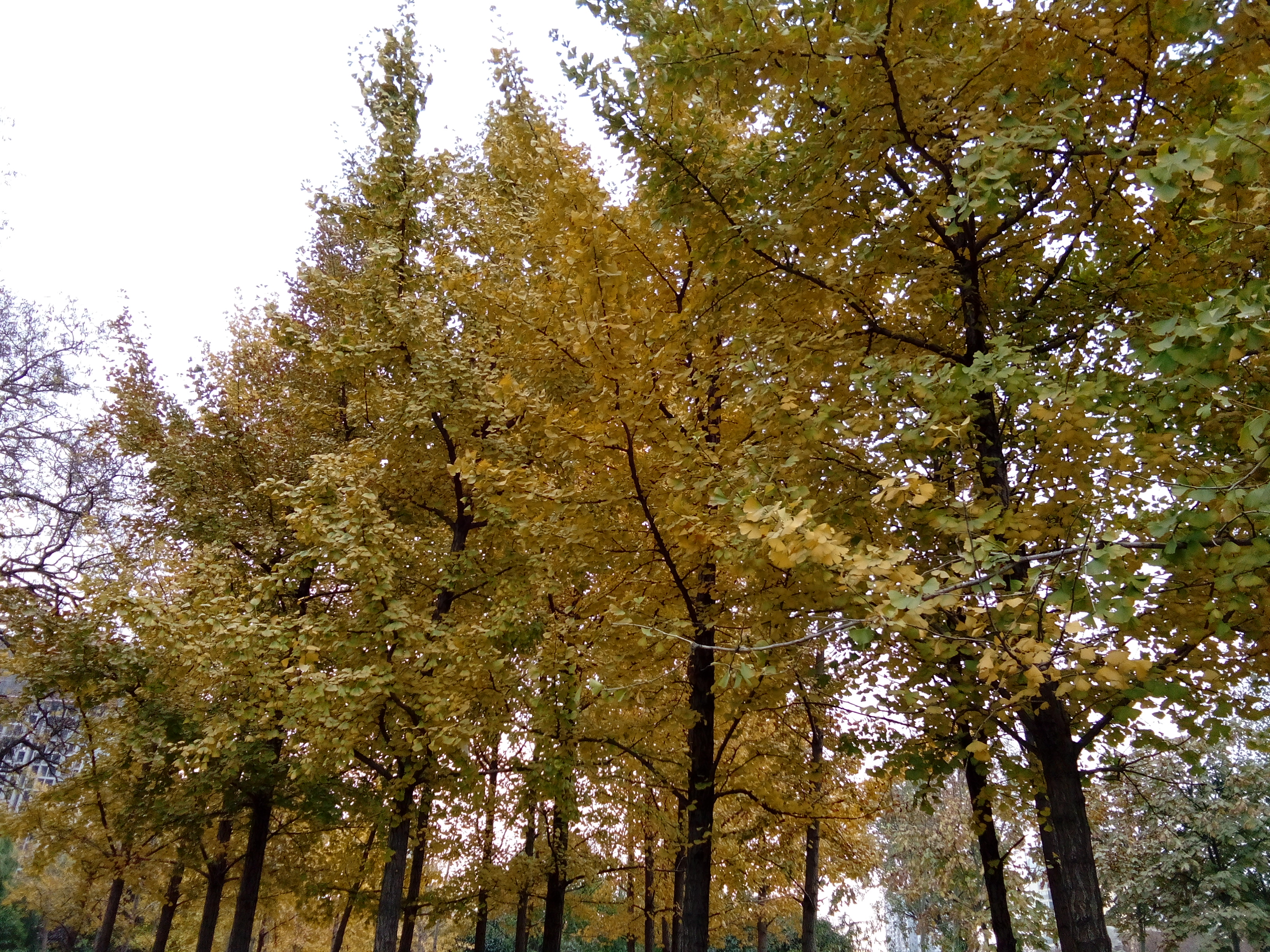
秋天的银杏树